# Seven de Punta del Este 2019
El Seven de Punta del Este de 2019 es un torneo de rugby 7 que se disputó del 5 al 6 de enero de 2019 en el Estadio Domingo Burgueño Miguel de Maldonado (Uruguay). Consistió en dos torneos, uno de selecciones en el marco del Sudamérica Rugby Sevens 2019, y otro de clubes.
La edición de 2019 marcó el 30.º aniversario de la tradicional competencia de sevens.

## Copa de selecciones

### Equipos participantes
| Grupo A - Chile - Paraguay - Alemania - Estados Unidos | Grupo B - Uruguay - Colombia - Sudáfrica - Rusia | Grupo C - Argentina - Brasil - Canadá - Portugal |

### Fase de grupos
Grupo A
| 5 de enero, 16:25 | Chile | 28 - 21 | Alemania | Estadio Domingo Burgueño Miguel, Maldonado |  |

| 5 de enero, 16:47 | Estados Unidos | 38 - 0 | Paraguay | Estadio Domingo Burgueño Miguel, Maldonado |  |

| 5 de enero, 18:37 | Chile | 47 - 0 | Paraguay | Estadio Domingo Burgueño Miguel, Maldonado |  |

| 5 de enero, 18:59 | Estados Unidos | 26 - 26 | Alemania | Estadio Domingo Burgueño Miguel, Maldonado |  |

| 5 de enero, 20:49 | Alemania | 33 - 17 | Paraguay | Estadio Domingo Burgueño Miguel, Maldonado |  |

| 5 de enero, 21:33 | Estados Unidos | 5 - 27 | Chile | Estadio Domingo Burgueño Miguel, Maldonado |  |

Grupo B
| 5 de enero, 17:53 | Uruguay | 19 - 7 | Colombia | Estadio Domingo Burgueño Miguel, Maldonado |  |

| 5 de enero, 18:15 | Sudáfrica | 26 - 5 | Rusia | Estadio Domingo Burgueño Miguel, Maldonado |  |

| 5 de enero, 20:05 | Rusia | 10 - 26 | Uruguay | Estadio Domingo Burgueño Miguel, Maldonado |  |

| 5 de enero, 20:27 | Sudáfrica | 10 - 0 | Colombia | Estadio Domingo Burgueño Miguel, Maldonado |  |

| 5 de enero, 21:55 | Rusia | 14 - 14 | Colombia | Estadio Domingo Burgueño Miguel, Maldonado |  |

| 5 de enero, 22:39 | Sudáfrica | 0 - 7 | Uruguay | Estadio Domingo Burgueño Miguel, Maldonado |  |

Grupo C
| 5 de enero, 17:09 | Canadá | 21 - 28 | Portugal | Estadio Domingo Burgueño Miguel, Maldonado |  |

| 5 de enero, 17:31 | Argentina | 40 - 0 | Brasil | Estadio Domingo Burgueño Miguel, Maldonado |  |

| 5 de enero, 19:21 | Canadá | 33 - 7 | Brasil | Estadio Domingo Burgueño Miguel, Maldonado |  |

| 5 de enero, 19:43 | Argentina | 47 - 0 | Portugal | Estadio Domingo Burgueño Miguel, Maldonado |  |

| 5 de enero, 21:11 | Portugal | 42 - 5 | Brasil | Estadio Domingo Burgueño Miguel, Maldonado |  |

| 5 de enero, 22:17 | Argentina | 35 - 5 | Canadá | Estadio Domingo Burgueño Miguel, Maldonado |  |

### Fase final
Semifinales de honor
| 6 de enero, 15:00 | Paraguay | 12 - 5 | Colombia | Estadio Domingo Burgueño Miguel, Maldonado |  |

| 6 de enero, 15:22 | Rusia | 28 - 12 | Brasil | Estadio Domingo Burgueño Miguel, Maldonado |  |

Partido por el 11.º puesto
| 6 de enero, 17:52 | Colombia | 24 - 21 | Brasil | Estadio Domingo Burgueño Miguel, Maldonado |  |

Final por el honor (9.º puesto)
| 6 de enero, 18:14 | Paraguay | 21 - 7 | Rusia | Estadio Domingo Burgueño Miguel, Maldonado |  |

Cuartos de final de oro
| 6 de enero, 16:24 | Argentina | 31 - 7 | Estados Unidos | Estadio Domingo Burgueño Miguel, Maldonado |  |

| 6 de enero, 16:46 | Uruguay | 17 - 19 | Alemania | Estadio Domingo Burgueño Miguel, Maldonado |  |

| 6 de enero, 17:08 | Sudáfrica | 17 - 19 | Portugal | Estadio Domingo Burgueño Miguel, Maldonado |  |

| 6 de enero, 17:30 | Chile | 31 - 10 | Canadá | Estadio Domingo Burgueño Miguel, Maldonado |  |

Semifinales de bronce
| 6 de enero, 19:56 | Estados Unidos | 17 - 0 | Uruguay | Estadio Domingo Burgueño Miguel, Maldonado |  |

| 6 de enero, 20:18 | Sudáfrica | 12 - 5 | Canadá | Estadio Domingo Burgueño Miguel, Maldonado |  |

Semifinales de oro
| 6 de enero, 20:40 | Argentina | 34 - 0 | Alemania | Estadio Domingo Burgueño Miguel, Maldonado |  |

| 6 de enero, 21:02 | Portugal | 14 - 24 | Chile | Estadio Domingo Burgueño Miguel, Maldonado |  |

Partido por el 7.º puesto
| 6 de enero, 21:24 | Uruguay | 31 - 14 | Canadá | Estadio Domingo Burgueño Miguel, Maldonado |  |

Final de bronce (5.º puesto)
| 6 de enero, 22:06 | Estados Unidos | Suspendido | Sudáfrica | Estadio Domingo Burgueño Miguel, Maldonado |  |

Final de plata (3.º puesto)
| 6 de enero, 22:28 | Alemania | 5 - 19 | Portugal | Estadio Domingo Burgueño Miguel, Maldonado |  |

Final de oro (1.º puesto)
| 6 de enero, 22:50 | Argentina | 5 - 7 | Chile | Estadio Domingo Burgueño Miguel, Maldonado |  |

### Posiciones finales[1]
| Posición | Selección      | Ptos |
| -------- | -------------- | ---- |
| 1        | Chile          | 22   |
| 2        | Argentina      | 19   |
| 3        | Portugal       | 17   |
| 4        | Alemania       | 15   |
| 5        | Estados Unidos | 12   |
| 6        | Sudáfrica      | 10   |
| 7        | Uruguay        | 8    |
| 8        | Canadá         | 7    |
| 9        | Paraguay       | 5    |
| 10       | Rusia          | 3    |
| 11       | Colombia       | 2    |
| 12       | Brasil         | 1    |

El partido por el 5.º puesto fue suspendido de mutuo acuerdo entre los equipos de Estados Unidos y Sudáfrica, debido a las condiciones climáticas imperantes, y el ganador se definió por el lanzamiento de una moneda, quedándose Estados Unidos con el 5.º puesto y Sudáfrica con el 6.º.

## Copa de clubes

### Equipos participantes
| Grupo A - La Tablada - Moby Dick (invitación) - Trébol - Lobos | Grupo B - Entre Ríos - Palermo Bajo - Carrasco Polo - Old Boys Azulgrana | Grupo C - CURNE - Old Boys - Ceibos |

### Posiciones finales
| Posición | Equipo                  |
| -------- | ----------------------- |
| 1        | CURNE                   |
| 2        | Old Boys                |
| 3        | La Tablada Trébol       |
| 4        | Moby Dick               |
| 5        | Carrasco Polo           |
| 6        | Entre Ríos Palermo Bajo |
| 9        | Lobos                   |
| 10       | Ceibos                  |
| 11       | Old Boys Azulgrana      |